# Moranbong Band
Moranbong Band (en coreà: 모란봉 악단; RR: Moranbong Akdan), també coneguda com l'Orquestra de Moran Hill, és un grup femení de música pop de Corea del Nord, les membres del qual van ser seleccionades pel líder suprem del país Kim Jong-un. És el primer grup format íntegrament per dones de Corea del Nord. El seu estil musical ha estat descrit com a simfònic perquè reuneix diferents tipus d'instruments aconseguint un resultat harmoniós i agradable.

## Història
L'existència del grup ha comportat l'acceptació d'articles de moda tals com minifaldilles i talons alts per les dones, i els seus pentinats curts s'han popularitzat entre les noies de Pyongyang. La banda es va convertir ràpidament en un símbol cultural de l'obertura limitada a les influències occidentals del jovent de Corea del Nord.
La seva fundació s'ha vist com un reconeixement a altres bandes anteriors de música lleugera, com la Wangjaesan Light Music Band i la Pochonbo Electronic Ensemble. Les característiques de Moranbong Akdan suggereixen que és una resposta a l'èxit de l'ona coreana de la música pop contemporània. Segons la Korean Central News Agency, «Kim Jong-un va organitzar Moranbong Akdan d'acord al nou segle, impulsada per un grandiós pla per aconseguir un gir dramàtic en el camp de la literatura i les arts en aquest començament del nou segle de la ideologia Juche. La banda va ser formada per a fer concerts regulars televisats com a entreteniment».
El repertori del concert, dividit en dues parts, va incloure números colorits tals com música lleugera Arirang. El públic del 7 de juliol de 2012 estava compost per Choe Ryong-hae, Jang Song-thaek, Kim Ki-nam, Hyon Chol-hae, Kim Yang-gon, Kim Yong-il, Kim Phyong-hae, Choe Pu-il, Kim Myong-guk, Kim Yong-chol, Jo Kyong-chol i «funcionaris, creadors, artistes, escriptors i periodistes d'institucions educatives, literàries i d'art».
Moranbong Akdan es va presentar per primera el 27 d'abril de 2015. El concert va marcar l'última aparició pública del Ministre de les Forces Armades Populars Hyon Yong-chol. La líder de la banda, Sonu Hyang-hui, també va estar absent malgrat que l'actuació comptava amb peces instrumentals altament tècniques. Les cançons interpretades no eren polítiques i estaven influenciades per la música popular occidental. No obstant això, el grup també va presentar una nova cançó directament en lloança a Kim Jong-un: «Anem a Baekdusan» (가리라 백두산 으로).
Del 15 de juliol al 7 de setembre de 2015, el grup no va ser vist en públic ni en televisió provocant rumors que s'havia dissolt, essent reemplaçades per la Banda Chongbong. No obstant això, el 7 de setembre el grup es va presentar davant d'una delegació estatal de Cuba juntament amb el Cor de l'Estat a Pyongyang, incloent la popular cançó del nord «Pyongyang Is Best» i «Guantanamera» per a la seva audiència cubana.
El desembre de 2015, el grup havia d'actuar en una sèrie d'espectacles a Pequín per millorar les relacions entre Xina i Corea del Nord. No obstant això, les actuacions foren cancel·lades, segons l'agència de notícies xinesa Xinhua a causa de «problemes de comunicació a nivell de treball».
Moranbong Akdan ha donat a conèixer cançons en lloança a Kim Jong-un, amb lletres i vídeos musicals, moltes de les quals divulguen la filosofia Songun. El Rodong Sinmun va imprimir la notació completa de les cançons a la seva primera plana per als militars de servei a l'Exèrcit Popular de Corea per a memoritzar-ne les melodies i les líriques.

## Membres
Moranbong Akdan està integrada exclusivament per dones i, a diferència dels grups femenins sud-coreans, les membres de Moranbong Akdan toquen els seus propis instruments a causa de l'educació musical nord-coreana, la qual aspira a la precisió i l'exactitud.
El gran nombre de membres els ha permès tocar una varietat d'estils diferents de música, així com alguns arranjaments tècnicament difícils. Els canvis en l'alineació no han canviat l'essència musical del grup, la qual cosa suggereix que les membres són intercanviades a causa de la seva capacitat tècnica. Les membres del grup tenen alts rangs en l'exèrcit car han aparegut en públic amb uniformes i insígnies. Després del debut, l'extravagància de la roba i de la joieria es va atenuar i els pentinats escurçar.
 Instrumentistes 
- Seon-u Hyang-hui (선우 향희) - Primer violí i líder del grup
- Hong Su-kyeong (홍수경) - Segon violí
- Cha Young-mi (차영미) - Tercer violí
- Yoo Eun-jeong (유은정) - Violoncel
- Ri Hui-kyeong (리 희경) - Sintetitzador
- Kim Yong-mi (김영미) - Sintetitzador
- Choi Jeong-im (최정임) - Saxofon
- Kim Jong-mi (김정미) - Piano
- Han Sun-jong (한순정) - Bateria
- Kang Ryeong-hui (강령 희) - Guitarra
- Jon Hye-ryon (전 혜련) - Baix

 Cantants 
- Kim Yoo-kyeong (김유경)
- Kim Seol-mi (김설미)
- Ryu Jin-a (류진 아)
- Pak Mi-kyeong (박미경)
- Jung Su-hyang (정수 향)
- Pak Seon-hyang (박선향)
- Ra Yu-mi (라 유미)
- Ri Su-kyong (리 수경)
- Ri Myeong-hui (리 명희)